# Айдаралиев, Асылбек Акматбекович
Асылбек Акматбекович Айдаралиев (род. 9 апреля 1941, Пржевальск) — киргизский и советский учёный, полярник. Доктор медицинских наук. Академик Национальной академии наук Кыргызской республики (с 1997).

## Биография
Первым из киргизов в 1979—1981 принял участие в работе 25-й Советской антарктической экспедиции, а в дальнейшем работал врачом-исследователем в 27-й, 28-й, 30-й советских антарктических экспедициях на станциях Беллинсгаузен, Мирный, Молодёжная, Восток и других.
Работал сотрудником Института физиологии и экспериментальной патологии высокогорья Академии наук Киргизской ССР.
С 1988 по 1992 — директор Института биологических проблем Севера Дальневосточного Отделения Академии Наук СССР (г. Магадан). В 1988—1999 был членом Научного совета Академии Наук СССР по физиологии человека.
Член комиссии по изучению Арктики Академии наук СССР. Член Научного совета по географическим и геоэкологическим исследованиям Академии наук СССР.
Позже работал президентом учебно-научно-производственного комплекса «Международный университет Кыргызстана» (МУК).
В 1999 присвоен дипломатический ранг «Чрезвычайный и полномочный посол Кыргызской Республики».
В 2000 избран председатель Союза ректоров Кыргызской Республики, Генеральным секретарём Центрально-Азиатской ассоциации университетов.

## Научная деятельность
Создатель нового направления в теории приспособления человека к экстремальным условиям внешней среды, прогноза работоспособности, сохранения здоровья, оценки и коррекции функционального состояния человека в необычных условиях среды.
Область научных интересов — прикладная экология человека, исследование гор, адаптация человека к экстремальным условиям окружающей среды.
Много внимания уделяет политике в области образования и науки.
Участник многих республиканских и международных конференций и симпозиумов, в том числе Шамбери (Франция, 2000), университеты Аляски, Мичигана, Сан-Франциско (США). Принимал участие в работе 53, 55, 56, 57 сессий Генеральной Ассамблеи ООН в Нью-Йорке (1998—2003).

## Избранная библиография
- Оценка и прогнозирование функциональных состояний в физиологии (1980)
- Опыт изучения физической и умственной работы в горах (в соавт. 1980)
- Пути и перспективы исследований по прогнозированию функциональных состояний организма (1982)
- Операторский труд (1982)
- Антарктида далёкая и близкая: Путевые заметки (1982)
- Развитие физиологических наук в Киргизии (в соавт. 1983)
- Комплексная оценка функциональных резервов организма (в соавт. 1988)
- Адаптация человека к экстремальным условиям: Опыт прогнозирования (1988)
- Горы — наше общее богатство (1999)
- Лучше гор могут быть только горы (2000)
- Медицинские и биологические аспекты социального преобразования в Кыргызстане (2000)
- Устойчивое развитие горных районов Кыргызской Республики (2000)
- Горы Кыргызстана (2001)
- Международный Год Гор — Важное событие нового века (2002) и др.

## Международной признание
- действительный член Академии естественных наук Казахстана (с 1995),
- академик Нью-Йоркской Академии Наук (с 1996)
- действительный член Национального географического общества США (с 1999)
- действительный член Международной академии информатизации (с 2003).

## Награды
- Почётная Грамота Киргизской ССР (1984);
- Заслуженный деятель науки Кыргызской Республики (1995);
- Лауреат государственной премии Кыргызской Республики в области науки и техники (1999);
- Кавалер ордена «Манас» (2002).